# Лос-Аламітос (Каліфорнія)
Лос-Аламітос (англ. Los Alamitos) — місто (англ. city) в США, в окрузі Орандж штату Каліфорнія. Населення — 11 780 осіб (2020).

## Географія
Лос-Аламітос розташований за координатами 33°47′49″ пн. ш. 118°3′40″ зх. д. / 33.79694° пн. ш. 118.06111° зх. д. (33.796950, -118.061085). За даними Бюро перепису населення США в 2010 році місто мало площу 10,66 км², з яких 10,49 км² — суходіл та 0,17 км² — водойми.

## Демографія
Згідно з переписом 2010 року, у місті мешкало 11 449 осіб у 4212 домогосподарствах у складі 3038 родин. Густота населення становила 1074 особи/км². Було 4355 помешкань (409/км²).
Расовий склад населення:
| - 71,0 % — білих - 12,8 % — азіатів - 2,8 % — чорних або афроамериканців - 0,4 % — вихідців з тихоокеанських островів - 0,4 % — корінних американців - 6,3 % — осіб інших рас |

До двох чи більше рас належало 6,1 %. Частка іспаномовних становила 21,1 % від усіх жителів.
За віковим діапазоном населення розподілялося таким чином: 23,9 % — особи молодші 18 років, 62,2 % — особи у віці 18—64 років, 13,9 % — особи у віці 65 років та старші. Медіана віку мешканця становила 38,7 року. На 100 осіб жіночої статі у місті припадало 89,5 чоловіків; на 100 жінок у віці від 18 років та старших — 87,1 чоловіків також старших 18 років.
Середній дохід на одне домашнє господарство становив 101 161 долар США (медіана — 80 033), а середній дохід на одну сім'ю — 109 884 долари (медіана — 90 054). Медіана доходів становила 80 800 доларів для чоловіків та 53 643 долари для жінок. За межею бідності перебувало 11,2 % осіб, у тому числі 16,5 % дітей у віці до 18 років та 11,2 % осіб у віці 65 років та старших.
Цивільне працевлаштоване населення становило 5453 особи. Основні галузі зайнятості: освіта, охорона здоров'я та соціальна допомога — 27,2 %, науковці, спеціалісти, менеджери — 12,2 %, роздрібна торгівля — 11,4 %, виробництво — 11,2 %.